# Sommer-Paralympics 2008/Teilnehmer (Guinea)
| stlisierte Goldmedaille | stlisierte Silbermedaille | stlisierte Bronzemedaille |
| ----------------------- | ------------------------- | ------------------------- |
| —                       | —                         | —                         |

Guinea nahm mit acht Sportlern an den Sommer-Paralympics 2008 im chinesischen Peking teil.
Es gab keinen Fahnenträger beim Einmarsch der Mannschaften, da das Team erst am 7. September 2008 in Peking eintreffen sollte. Es sind keine Ergebnisse in den offiziellen Listen für die Sportler vorhanden.

## Teilnehmer nach Sportart

### Leichtathletik
Männer
- Ahmed Lailli Barry
- Mohamed Camara

### Powerlifting (Bankdrücken)
Männer 
- Emile Lama
- Sekou Toure
- Adama Bah

Frauen
- Safi Youla

### Schwimmen
- Ousmane Bah
- Seydou Doumbouya